# Río Miass
El río Miass (en ruso: Миа́сс) es un río ruso de la Siberia Occidental, el principal afluente del río Iset, afluente a su vez del río Tobol y este del río Irtish en el curso bajo. Tiene una longitud de 658 km y drena una cuenca de 21.800 km². 
Administrativamente, el río discurre por la república de Baskortostán, el óblast de Cheliábinsk y el óblast de Kurgán de la Federación de Rusia.

## Geografía
El río Miass nace en el extremo nororiental de Baskortostán, un lugar donde también nace el larguísimo río Ural y el río Uy, otro afluente del río Tobol. El río Miass discurre en sus inicios en dirección norte, durante unos 50 km, adentrándose a continuación en el óblast de Cheliábinsk. Al poco, baña la ciudad que le da nombre, Miass (153.600 hab. en 2007) y sigue hacia el norte, hasta el embalse de Argazínskoe. Aquí el río da una amplia vuelta y regresa en dirección sur, para ir progresivamente encaminándose en dirección este, describiendo una gran curva hasta la ciudad de Cheliábinsk, importante ciudad industrial y capital del óblast homónimo (1.091.500 hab. en 2007). El río sigue en dirección este, bañando Miásskoe (10.132 hab. en 2000) y luego Poletáevo. Se interna en el tramo final en el óblast de Kurgán, girando cada vez más en dirección Noreste, para desaguar finalmente en el río Iset por la derecha, aguas abajo de la ciudad de Kurgán.
Sus principales afluentes son los ríos Atlyán, Bolshói Kialim, Bishkul y Zyúzelga.
Al igual que todos los ríos siberianos, sufre largos períodos de heladas (seis meses al año, desde finales de octubre-primeros de noviembre hasta abril) y amplias extensiones de suelo permanecen permanentemente congeladas en profundidad (permafrost). Al llegar la época del deshielo, en la primavera, en el momento de su máximo caudal, inunda amplias zonas que convierte en terrenos pantanosos.